# Altervattnet

Altervattnet är en by i Älvsbyns kommun vid sjön Pite-Altervattnet. Altervattnet har åtta åretruntboende hushåll och ett 30-tal fritidshus. Närmaste större by är Pålsträsk.